# AKT1
پروتئین کیناز اختصاصی سرین/ترئونین RAC-آلفا (انگلیسی: AKT1) یک پروتئین است که در انسان توسط ژن «AKT1» کُدگذاری می‌شود. این پروتئین متعلق به خانوادهٔ پروتئین کیناز بی از پروتئین کینازهای اختصاصی سرین/ترئونین است که دارای دومِـین SH2 است و همچون AKT2، توسط فاکتور رشد مشتق از پلاکت تحریک می‌شود. 

## عملکرد و اهمیت بالینی
این مولکول‌ها در طیف گسترده‌ای از فرآیندهای زیستی همچون تکثیر سلولی، تمایز سلولی، آپوپتوز، سرطان‌زایی، و همچنین ساخت گلیکوژن و جذب گلوکز نقش دارند.
چندریختی تک-نوکلئوتید در ژن «AKT1» سبب بروز سندرم پروتئوس می‌گردد؛ همان بیماری که احتمالاً جوزف مریک بدان مبتلا بود.

## تعامل‌های شیمیایی
این پروتئین با مولکول‌های زیر تعامل پروتئین-پروتئین دارد: 
- BRAF[۸]
- BRCA1[۹][۱۰]
- C-Raf[۱۱]
- MAPKAPK2[۱۲]
- MTOR[۱۳][۱۴][۱۵]
- NPM1[۱۶]
- NR3C4[۱۷]
- PDPK1[۱۸][۱۹]
- TSC1[۲۰][۲۱]
- TSC2[۲۰][۲۱]

## برای مطالعهٔ بیشتر
- Hemmings BA (1997). "Akt signaling: linking membrane events to life and death decisions". Science. 275 (5300): 628–30. doi:10.1126/science.275.5300.628. PMID 9019819. S2CID 5224712.
- Vanhaesebroeck B, Alessi DR (2000). "The PI3K-PDK1 connection: more than just a road to PKB". Biochem. J. 346 (3): 561–76. doi:10.1042/0264-6021:3460561. PMC 1220886. PMID 10698680.
- Chan TO, Rittenhouse SE, Tsichlis PN (2000). "AKT/PKB and other D3 phosphoinositide-regulated kinases: kinase activation by phosphoinositide-dependent phosphorylation". Annu. Rev. Biochem. 68: 965–1014. doi:10.1146/annurev.biochem.68.1.965. PMID 10872470.
- Pekarsky Y, Hallas C, Croce CM (2001). "Molecular basis of mature T-cell leukemia". JAMA. 286 (18): 2308–14. doi:10.1001/jama.286.18.2308. PMID 11710897.
- Dickson LM, Rhodes CJ (2004). "Pancreatic beta-cell growth and survival in the onset of type 2 diabetes: a role for protein kinase B in the Akt?". Am. J. Physiol. Endocrinol. Metab. 287 (2): E192–8. doi:10.1152/ajpendo.00031.2004. PMID 15271644. S2CID 25834366.
- Manning BD (2004). "Balancing Akt with S6K: implications for both metabolic diseases and tumorigenesis". J. Cell Biol. 167 (3): 399–403. doi:10.1083/jcb.200408161. PMC 2172491. PMID 15533996.
- Shinohara M, Chung YJ, Saji M, Ringel MD (2007). "AKT in thyroid tumorigenesis and progression". Endocrinology. 148 (3): 942–7. doi:10.1210/en.2006-0937. PMID 16946008.